# Siegende Kraft
Siegende Kraft ist ein US-amerikanisches Stummfilm-Melodram aus dem Jahre 1921 von Rex Ingram mit seiner Ehefrau Alice Terry in der weiblichen Hauptrolle und dem jüngst zu Starruhm gelangten Rudolph Valentino in der männlichen Hauptrolle. Die Geschichte basiert auf dem Roman Eugénie Grandet (1833) von Honoré de Balzac.

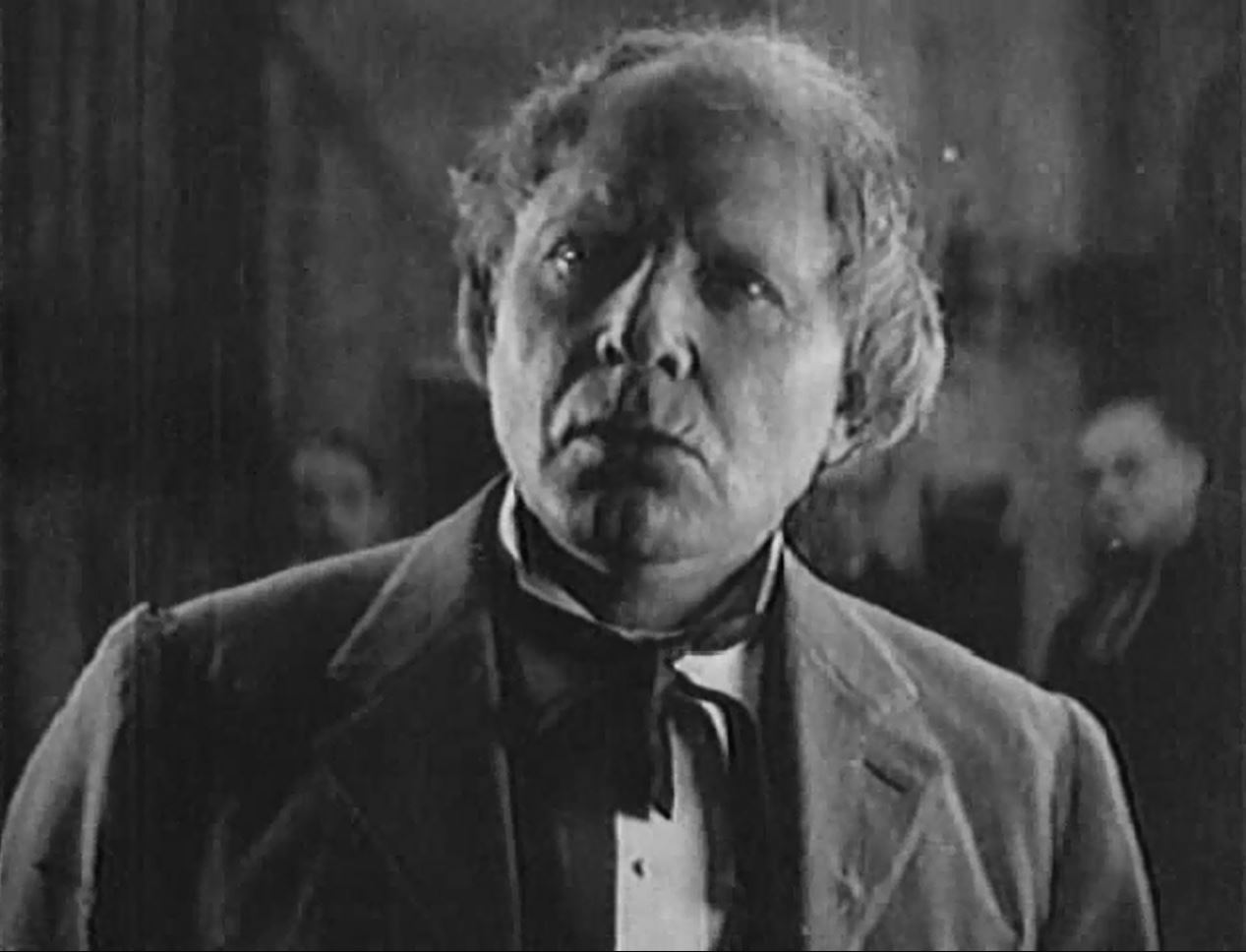
Szenenfoto mit Ralph Lewis als geiziger Monsieur Grandet

## Handlung
Frankreich in den 1830er-Jahren. Nach dem freiwilligen Tod seines Vaters wird der junge Pariser Dandy Charles Grandet der Obhut seines sehr wohlhabenden Onkels Monsieur Grandet in der Provinz übergeben. Grandet ist ebenso reich wie geizig, und er verlangt von all seinen Familienangehörigen, dass sie in größter Bescheidenheit, um nicht zu sagen in Armut leben sollen. Seine Frau und beider Tochter Eugénie leiden unter diesem Schreckensregiment. Als sich Eugénie und Charles ineinander verlieben, unternimmt der Alte alles, um diese Liaison zu beenden und verweist den mittellosen Charles schließlich seines Hauses. Eugénie umgarnen noch zwei andere Bewerber, Cruchot de Bonfons, einen kleinen Notar, und Adolphe des Grassins, den Sohn eines ortsansässigen Bankiers. Beide haben, im Auftrag ihrer Familien, es auf das irgendwann einmal anstehende, beträchtliche Vermögen Eugénies abgesehen und wollen ihre Söhne mit der jungen Frau verheiraten. 
Charles reist mit finanzieller Unterstützung durch Eugénie auf die Karibikinsel Martinique, wo er Teile des verlustig gegangenen Familienvermögens wiedererlangen möchte. Als der alte Grandet erfährt, dass seine Tochter mit Charles weiterhin Briefkontakt hält, ist er außer sich vor Zorn. Er sperrt Eugénie ein, nachdem er erfahren hat, dass sie Charles Geld für seine Reise geliehen hat. Daraufhin stirbt Madame Grandet, woraufhin der alte Grandet allmählich den Verstand zu verlieren droht. Während er wieder einmal über sein Vermögen grübelt, gerät er in eine Falle und wird bei einem von einer Panikattacke bestimmten Fluchtversuch von einer Truhe voll Gold erschlagen. Schließlich stirbt auch Eugénies Vater, und die junge Frau ist über Nacht steinreich. Dies erhöht den Druck durch die Cruchots und die Grassins, dass Eugénie sich endlich dazu entschließen möge, einen der beiden Söhne dieser Familien zu heiraten. Dann aber kehrt endlich Charles zurück, und die beiden Liebenden sind wieder vereint. 

## Produktionsnotizen
Siegende Kraft entstand im Frühjahr 1921 und wurde Anfang Juli desselben Jahres erstmals (in New York) gezeigt. Der Massenstart war am 21. November 1921. Ein genaues Premierendatum für Deutschland oder für Österreich ist nicht überliefert.
Die Filmbauten gestalteten Ralph Barton und Amos Myers. 

## Kritiken
In der New York Times war im Rahmen einer sehr langen Betrachtung unter anderem Folgendes zu lesen: „Die Autorin ist mit dem Original nicht vertraut. (…) Die dargestellte Geschichte ist … oft weit hergeholt, entwickelt jedoch einige interessante Situationen. Darüber hinaus sind seine Charaktere wahr. Sie tun Dinge …, die kaum plausibel sind, aber wenn Sie die künstliche Welt akzeptieren, in der sie sich bewegen, werden Sie sehen, dass sie sich als wahre Figuren der Menschheit bewegen, zur Betonung etwas übertrieben, aber im Grunde immer echt. (…) Wenn man den Film sieht, ist man zunächst einmal beeindruckt von seinen Bildern – was bei Filmen nicht immer der Fall ist. Mr. Ingram tönt seine Szenen so, dass sie weich und dennoch deutlich sind. Es ist kein Problem, Gesichter zu betrachten, die kleinsten Veränderungen im Ausdruck sind sofort sichtbar und es gibt Kontraste in den verschiedenen Szenen, aber nie harte Umrisse und widersprüchliche Elemente. Dabei geht es in erster Linie um die Beleuchtung, den schwierigsten und wichtigsten Teil der Fotografie, aber auch um die Auswahl und Anordnung der Objekte innerhalb einer Szene.“
In Fotoplay heißt es: „Rex Ingrams Version von Balzacs ‚Eugénie  Grandet‘ ist nicht so ein ‚Spektakel‘ wie es ‚Die vier Reiter‘ waren, aber in jeder anderen Hinsicht ein feineres Stück Arbeit. Die sorgfältig ausgearbeiteten Charakterisierungen und die allgemeine Atmosphäre sind nicht nur Balzac-getreu, sondern sorgen auch für fesselnde und wertvolle Unterhaltung.“